# 필리스 헤이버

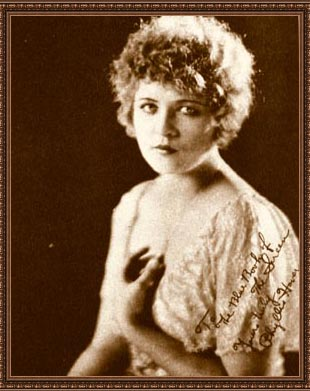

필리스 헤이버(Phyllis Haver, 1899년 1월 6일 ~ 1960년 11월 19일)는 미국의 배우, 영화배우이다.

## 영화
- 와이즈 와이프 (1927년)
- 육체의 길 (1927년)
- 업 인 마벨스 룸 (1926년)
- 피그 리브스 (1926년)
- 세 악당 (1926년)
- 기구 조종사 (1923년)